# 埃德加·琼斯
小埃德加·琼斯（英語：Edgar Jones Jr.，1956年6月17日—），美国NBA联盟前职业篮球运动员。他在1979年的NBA选秀中第2轮第31顺位被密尔沃基雄鹿选中。